# خط كانتلي
في الطب، يعتبر خط كانتلي (بالإنجليزية: Cantlie line)‏ تقسيماً تخيلياً للكبد يستخدم عند إجراء استئصال الكبد. يقسم الخط الكبد إلى جزئين، إذ يمتد الخط من الوريد الأجوف السفلي إلى منتصف المرارة. باستخدام نظام تصنيف كينوود، تتوضع القطعة الثانية، الثالثة، وكلا جزأي القطعة الرابعة على الجانب الأيسر من التقسيم، في حين تتوضع القطعة الخامسة، السادسة، السابعة، والثامنة على الجانب الأيمن.

## التاريخ
تم وصفه لأول مرة من قبل الجراح الاسكتلندي جيمس كانتلي (James Cantlie) في عام 1887 م، عندما لاحظ وجود اختلاف في كمية الضمور على جانبي هذا الخط أثناء إجراء تشريح الجثث. وتَوَصَل إلى أن الخط الذي يفصل الجزء الضموري عن الجزء المتضخم يجب أن يكون خط الوسط الحقيقي للكبد، معارضاً للرأي الأكثر قبولاَ، أن الشق السري هو الذي يقسم الكبد. كان من المعروف أن الوريد البابي ينقسم بالقرب من باب الكبد، كما وصفها فرانسيس جليسون في تشريح الكبد، لكن كانتلي كان أول من اقترح أن الكبد يمكن تقسيمه وظيفياً إلى نصفين منفصلين أيسر وأيمن. تم تأكيد ذلك لاحقاً في التجارب التي أجراها روس ولاريمور (Rous and Larimore) في عام 1920 م، وشالم (Schalm) عام 1956 م. بالرغم من أن هذا الاكتشاف تم في عام 1897 م، فإن أول إغلاق للوريد البابي سريرياً لم يحدث حتى عام 1982 م.